# Franco Quiroz
Franco David Quiroz (Grand Bourg, Provincia de Buenos Aires, Argentina; 10 de noviembre de 1990) es un futbolista argentino. Juega como volante central y su primer equipo fue Almagro. Actualmente milita en San Martín de Tucumán de la Primera Nacional.

## Clubes
| Club          | País      | Año       |
| ------------- | --------- | --------- |
| Almagro       | Argentina | 2011-2017 |
| Cerro         | Uruguay   | 2017-2018 |
| Fénix         | Argentina | 2018      |
| J. j. Urquiza | Argentina | 2011-2017 |
| San Miguel    | Argentina | 2020-2022 |